# Maburaho
Maburaho (яп. まぶらほ Мабурахо) — это серия рассказов Тосихико Цукидзи, иллюстрированных Эйдзи Комацу. Позже они были адаптированы в аниме и манга.

## Сюжет
Это история про Кадзуки Сикимори, второкурсника престижной школы магии, академии Аой . В отличие от обычных людей, способных использовать магию тысячи раз за всю жизнь, Кадзуки может использовать магию только восемь раз, после чего он превратится в прах. Его жизнь сразу меняется после того, как выяснилось, что он — потомок величайших магов и возможно будущий отец самого могущественного мага на свете, поэтому сразу несколько студенток стремятся любой ценой получить его бесценные гены, кроме тех девушек, кто хочет стать его женой ещё с детства.

## Персонажи
Кадзуки Сикимори (яп. 式森和樹) — нерешительный 17-летний студент академии Аой. Из-за того, что у него так мало попыток колдовать, в академии на него не обращали внимания девушки, кроме того он сам в прошлом избегал свою подружку. У него всего восемь попыток использовать магию, способную разрушить целую планету или совершить другие подобные чудеса, которые он безрассудно растрачивает и превращается в призрака. С тех пор, как все в его классе узнали о ценности его генов, проводит почти всё время с Юной Миями, Рин Камисиро и Курико Кадзэцубаки, в тайне любя их всех и принося большие жертвы ради них.
Сэйю: Дайсукэ Сакагути
Юна Мияма (яп. 宮間夕菜) — студентка академии Аой, недавно переведшаяся туда. В детстве пообещала выйти замуж за Кадзуки, поэтому считает себя женой Кадзуки, требуя от окружающих признать их отношения как гражданский брак. Не интересуется ценностью генов Кадзуки, оставаясь с ним, когда он стал призраком. Хозяйственная, умеет готовить, помогает людям, хотя позже ревнует Кадзуки и подозревает его в изменах со всеми знакомыми.
Сэйю: Хитоми Набатамэ
Рин Камисиро (яп. 神城凜) — студентка академии Аой. Всё детство тренировалась в додзё, хорошо владеет мечом. Работает на Курико Кадзэцубаки над биологическими исследованиями. Неженственна, не умеет готовить и общаться с людьми. В начале интересуется только генами Кадзуки, не собираясь жить с ним, но холодна с ним. Позже проникается к нему симпатией и любовью, когда он помог ей.
Сэйю: Юка Инокути
Курико Кадзэцубаки (яп. 風椿玖里子) — студентка академии Аой, глава корпорации, младшая дочь в семье. Богатая и знаменитая, она пытается добиться первой Кадзуки любой ценой и вульгарными способами. Кадзуки практически не в состоянии сопротивляться ей, поэтому её задача получения генов Кадзуки откладывается из-за её чувств к нему. С детства знакома с Рин, но для неё Рин лишь подчинённая. Курико приютила призрака Елизавету, считающую её матерью и привязавшейся к ней из-за большого размера грудей Курико. При этом Курико обращается с Елизаветой иногда слишком строго.
Сэйю: Юки Мацуока
Елизавета (яп. エリザベート) — призрак маленькой девочки. Из благородной семьи времён Священной Римской империи, часто вспоминает свою мать, от которой у неё остались лишь доспехи. Ей всё равно, где жить, пока они рядом с ней. Из-за корпорации Курико Кадзэцубаки, Рин уничтожила родовое поместье Елизаветы. Нагло обосновавшись в комнате Кадзуки, чтобы жить там, она обвиняет Кадзуки во всём и живёт с Курико, считая её мамой. Они находятся с Курико в сложных отношениях, поэтому иногда Елизавета ищет себе новую маму, выбирая девушек с большими грудями. Мстит всем, кто не держит свои обещания, но быстро прощает обиды.
Сэйю: Кимико Кояма
Тихая Ямасэ (яп. 山瀬千早) — подруга детства Кадзуки. Она заботилась о нём, запрещая ему использовать заклинания, боясь, что он рано превратится в прах от этого. Увидев снег летом, она подумала, что Кадзуки сделал это ради неё, поэтому она пообещала ему, что станет его женой, когда они вырастут. Позже Кадзуки стал её избегать и прятаться от неё, поэтому она решила, что он её ненавидит. Она переводится в другую школу, но позже они всё равно случайно встречаются. Обвиняет Юну в том, что он стал призраком из-за неё, и не хочет, чтобы Кадзуки забыл её.
Сэйю: Маи Накахара
Харуаки Акай (яп. 紅尉 晴明 Акай Харуаки) — главврач академии Аой. Имеет набор волшебных линз. У него длинные волосы и два браслета. Он обучал отца Юни. Когда та случайно выпустила демона и стала после этого терять магию, Харуки заключил, что помочь ей может только очень сильный маг. Имеет младшую сестру.
Сэйю: Кодзи Цудзитани
Сино Акай (яп. 紅尉 紫乃 Акай Сино) — младшая сестра Харуки Акая — это повреждается цветом глаз и длинной и цветом волос. Сино владеет коллекцией пленённых призраков и первоначально она пыталась включить в неё Кадзуки (когда тот стал призраком). Она пыталась убедить его, что жизнь призрака лучше. Впоследствии стала работать вместе с братом.
Сэйю: Ёсино Такамори
Карэй Хиросаки (яп. 尋崎 華怜 Хиросаки Карэй) — красивая девушка, постоянно подметающая двор перед домом, где живёт Кадзуки, возможно является владелицей и домоправительницей этого дома. Постоянно ходит во всём чёрном. Всегда обращается к Кадзуки «господин Сикимори», даже когда он стал призраком. Она также помогла Кадзуки понять, что не важно, кто он — призрак или человек, главное, что это он. Юна постоянно злиться, когда застаёт Харусаки и Кадзуки наедине.
Сэйю: Эми Синохара
Каори Иба (яп. 伊庭 かおり Иба Каори) — одна из преподавательниц в академии Аой. Возможно живёт в том же доме, где и Кадзуки. Она игроманка: играет даже во время чтения лекций. Иногда она спит в гробу в хранилище.
Сэйю: Дзюнко Нода
Юкихико Накамару (яп. 仲丸 由紀彦) — учится в том же классе, что и Кадзуки. Ненавидит его из-за его уникальности, а также потому, что также влюблён в Юну. Когда после смерти Сикамаро узнал, что теперь его гены ценны (ошибочно), то пытался женить на себе Юну. Но очень удивился, её решению остаться с Кадзуки-призраком, так как считал, что ей нужны его гены.
Сэйю: Рё Найто
Саюми Морисаки (яп. 杜崎　沙弓) — одноклассница Кадзуки и Юны, имеет длинные, почти до пят, волосы. На её лице всегда сердитое выражение.
Сэйю: Акэно Ватанабэ
Кадзуми Мацуда (яп. 松田 和美) — ещё одна одноклассница Кадзуки и Юны. Имеет ярко-красные волосы. Иногда влипает в разные авантюры.
Сэйю: Масуми Асано